# Варшавская, Хана Леопольдовна
Хана Леопольдовна (Юдит-Липовна) Варшавская (11 июня 1921, Екатеринослав — 5 сентября 2006, Уфа) — советская и российская актриса. Актриса Республиканского русского драматического театра (Уфа). Народная артистка Башкирской АССР (1981). Заслуженная актристка Башкирской АССР (1971). Участница Великой Отечественной войны. Кавалер орденов Знак Почёта (1975), Отечественной войны II степени (1985).

## Биография
Хана Юдит Липовна Варшавская родилась 11 июня 1921 года в городе Екатеринослав (Днепр, Украина) в семье пекаря. Хана мечтала стать актрисой, училась до войны в Днепропетровском театральном училище, но 22 июня 1941 года началась Великая Отечественная война, и она была отправлена в эвакуацию.
В апреле 1942 года, после понесенных армией тяжелых потерь, была объявлена мобилизация девушек (всего за войну 1—1,5 млн женщин). Большинство девушек этого призыва, после прохождения соответствующей подготовки, служили на фронте зенитчицами, связистками, санинструкторами. Хана Варшавская тоже была призвана в армию, служила на фронте телефонисткой.
С будущим мужем Леонидом Владимировичем Левитиным она познакомилась случайно, после завершения Корсунь- Шевченковской операции южнее Киева, когда на маленькой станции «Корсунь-Шевченковский» остановились два эшелона, отправлявшихся на фронт.
Несколько лет молодые люди переписывались, обменялись адресами родителей, поддерживали друг друга. Оба остались в живых.
В 1945 году Хана вернулась в родной Днепропетровск. Леонид Левитин получил отпуск на 10 дней и 8 марта 1946 года в Днепропетровске Хана Варшавская и Леонид Левитин поженились. Леонид отвез жену в город Уфу, где жили его родители, эвакуированные из Гомеля.
В 1947 году Леонида Левитина демобилизовали. Левитин решил поступать в Башкирское театрально-художественное училище, Варшавская продолжила учёбу, прерванную войной.
В 1948 году Х.Варшавская окончила Башкирское театрально- художественное училище (курс А. П. Новоскольцева). Варшавская и Левитин играли на сценах Златоуста, Сызрани, Архангельска.
В 1965 году Л.Левитин и Х. Варшавская возвращаются в Уфу.
В 1965—1985 годах они работали в Республиканском русском драматическом театре (Уфа). Леонид Владимирович Левитин был главным режиссёром, директором театра.
Хана Варшавская была награждена орденами Отечественной войны 2-й степени (1985) и «Знак Почета» (1975). Она была удостоена почетных званий заслуженной артистки Башкирской АССР (1971) и народной артистки Башкирской АССР (1981). Дипломант Фестиваля драматического искусства ГДР в СССР в Москве (1975, «Мамаша Кураж», Б.Брехта). Награждена дипломом I степени Всесоюзного театрального фестиваля, посвященного драматургии А. Островского (Пелагея Егоровна в пьесе «Бедность — не порок»).
Хана Варшавская скончалась 5 сентября 2006 года на 86-м году жизни. Похоронена в Уфе.

## Творчество
Репертуар Ханы Варшавской был разноплановым, включал более ста образов. Среди её наиболее известных работ Дульская («Мораль пани Дульской» Габриелы Запольской), Надежда Коломийцева («Последние» Максима Горького), Бернарда Альба («Дом Бернарды Альбы» Федерико Гарсиа Лорки), Амалия («Разбойники» Фридриха Шиллера), Аннушка «На бойком месте» Александра Островского), Василиса Волохова («Царь Федор Иоаннович» Алексея Толстого), Анна Фирлинг («Мамаша Кураж и её дети» Бертольда Брехта), Зумрат («Нэркэс» Ильшата Юмагулова) и многие другие.
Игра актрисы отличалась экспрессивностью, разнообразием сценических средств и приёмов. Образы, созданные Ханой Варшавской, были неповторимыми и запоминались надолго. Роли, сыгранные актрисой, снискали ей заслуженную любовь зрителей и славу в театральном мире.

## Почётные звания
- Народная артистка Башкирской АССР (1981).
- Заслуженная артистка Башкирской АССР (1971).

## Награды
- Орден Отечественной войны II степени (1985),
- Орден Знак Почёта (1975).